# دافيت كفيركفيليا
دافيت كفيركفيليا (27 يونيو 1980 في جورجيا - ) هو لاعب كرة قدم جورجي في مركز الظهير. شارك مع منتخب جورجيا تحت 21 سنة لكرة القدم ومنتخب جورجيا لكرة القدم. أما مع النوادي، فقد لعب مع أنجي محج قلعة وأنورثوسيس فاماغوستا وديلا غوري وروبين كازان وسبارتاك فلاديكافكاز وميتالوره زابورجيا ونادي بانيونيوس ونادي دينامو تبليسي وFC Kolkheti-1913 Poti ‏ وPanionios G.S.S. ‏.

## وصلات خارجية
- دافيت كفيركفيليا على موقع الاتحاد الدولي (مؤرشف)  (الإنجليزية)
- دافيت كفيركفيليا على موقع اتحاد أوكرانيا (الإنجليزية)
- دافيت كفيركفيليا على موقع قاعدة بيانات كرة القدم.إي يو (الإنجليزية)
- دافيت كفيركفيليا على موقع ناشيونال فوتبول تيمز (الإنجليزية)
- دافيت كفيركفيليا على موقع Soccerway.com (الإنجليزية)